# 薩克森-梅澤堡
薩克森-梅澤堡（德語：Sachsen-Merseburg）是德國歷史上的一個公國，由韋廷家族的阿爾布雷希特系統治，首府位於梅澤堡。

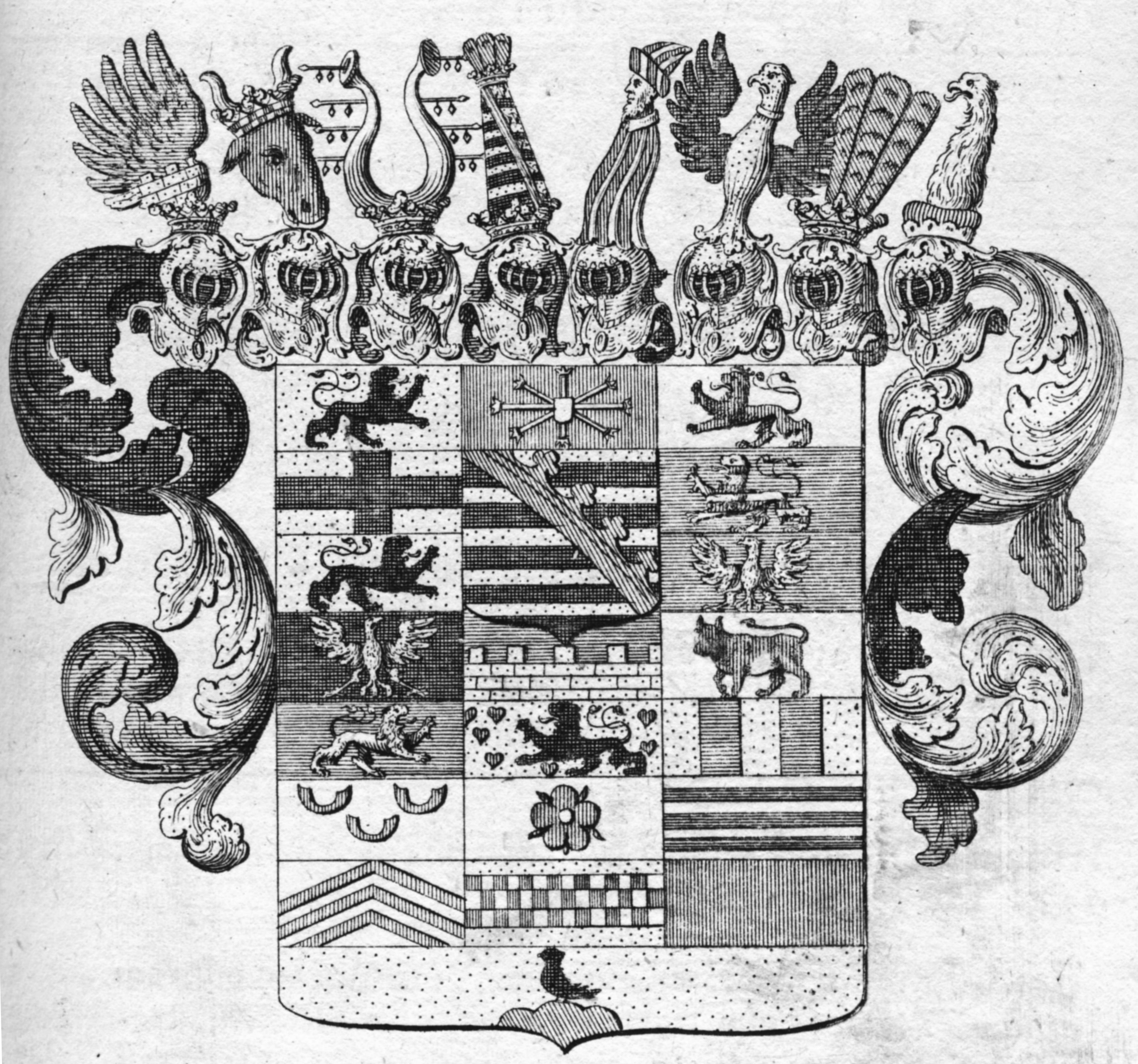

## 公爵
1. 克里斯蒂安一世，1657年至1691年在位
2. 克里斯蒂安二世，1691年至1694年在位
3. 莫里茲·威廉，1694年至1731年在位
4. 海因里希，1731年至1738年在位